# Synchlora venustula
Synchlora venustula là một loài bướm đêm trong họ Geometridae.